# Hysteronaevia holoschoeni
Hysteronaevia holoschoeni är en svampart som först beskrevs av De Not., och fick sitt nu gällande namn av John Axel Nannfeldt 1984. Hysteronaevia holoschoeni ingår i släktet Hysteronaevia, ordningen disksvampar, klassen Leotiomycetes, divisionen sporsäcksvampar och riket svampar.   Inga underarter finns listade i Catalogue of Life.